# Texas Biomedical Research Institute
L'Istituto di ricerca biomedica del Texas (Texas Biomedical Research Institute in inglese, conosciuto più semplicemente come Texas Biomed) è un centro di ricerca medica statunitense no-profit che si trova a San Antonio, in Texas. È un istituto indipendente che si dedica al progresso della salute umana tramite la ricerca di base sulla natura, sulle cause, sulla prevenzione e sull'eradicazione delle malattie ed è specializzato in genetica, virologia e immunologia.

## Storia
Il Texas Biomed fu fondato nel 1941 da Thomas Baker Slick, Jr come Foundation of Applied Research, divenendo la Southwest Foundation for Research and Education nel 1952, la Southwest Foundation for Biomedical Research nel 1982 e assumendo la denominazione attuale nel 2011.
Il sogno di Tom Slick era il benessere dell'umanità attraverso lo sforzo scientifico e così fondò l'istituto per avere una Città della Scienza nel sud del Texas, con l'obiettivo di realizzare un "grande centro per il progresso umano attraverso la ricerca scientifica".

## Struttura
Il Texas BIomed è situato in un campus di poco meno di un chilometro quadrato dove operano 60 scienziati specializzati in fisiologia, genetica, virologia, immunologia, biologia molecolare e medicina veterinaria.
Al personale scientifico di ricerca e sviluppo si affiancano 150 professionisti per il supporto tecnico specializzato e 100 professionisti per il supporto tecnico generale.

### Dipartimento di genetica
Qui vengono condotti studi per comprendere come la variazione dei geni e delle cellule influiscano sui meccanismi molecolari e cellulari che determinano un aggravarsi dello stato della salute nelle malattie metaboliche, cardiovascolari, neurologiche e infettive.
Il dipartimento possiede uno dei più grandi sistemi computerizzati per la ricerca genetica e genomica umana. Le complicate analisi che richiedono solitamente mesi di calcoli, il sistema informatico della Texas Biomed le completa in pochi minuti.

### Dipartimento virologia e immunologia
Si occupa dello sviluppo di vaccini e terapeutici contro gli agenti patogeni virali. Nel dipartimento si svolgono studi volti a determinare come i virus si replicano e si diffondono, ciò attraverso la ricerca di base e la ricerca applicata.

#### Laboratorio BSL4
Il dipartimento è dotato di un laboratorio di biosicurezza di livello 4 realizzato per consentire agli scienziati di operare in sicurezza con agenti patogeni mortali. Nel 2017 l'Istituto ha comunicato la realizzazione di un nuovo e più grande laboratorio di biosicurezza di livello 4, restando l'unico istituto privato dello Stato a possedere questo tipo di struttura a elevato biocontenimento.

### Southwest National Primate Research Center
Il Southwest National Primate Research Center è un dipartimento del Texas Biomed che lavora per migliorare la salute attraverso la ricerca biomedica innovativa con i primati non umani. Si stima siano presenti circa 4 000 primati non umani.

## Ricerca e sviluppo
Dal 2007, gli sforzi del Texas Biomed hanno contribuito significativamente ad accrescere la conoscenza di malattie infettive dimostrando l'efficacia di un vaccino vivo contro la febbre emorragica provocata dal Lassa virus e ha identificato una componente virale importante per la replicazione del virus Ebola che potrebbe essere utilizzata per una terapia antivirale. Quest'ultima scoperta è stata selezionata dal National Institutes of Health come una delle più importanti del 2015.
L'Istituto sta facendo inoltre grandi progressi nell'identificazione e messa a punto di nuove terapie nonché vaccini per l'HIV, la malaria e la tubercolosi, causa della maggior parte delle sofferenze umane.
Nel 2017 la Difesa degli Stati Uniti ha finanziato l'Istituto per programmi di studio e ricerca sull'Ebola avvalendosi del laboratorio di biosicurezza di livello 4 del Texas Biomed.

### Programmi di ricerca attivi[3]
- Invecchiamento
- AIDS / HIV
- Aterosclerosi
- Diabete
- Malattie degli occhi
- Perdita uditiva
- Cuore e malattie cardiovascolari
- Virus della febbre emorragica
- Epatite
- Ebola
- Malattie infettive
- Malattia del fegato
- Malaria
- Distrofia muscolare
- NASH
- Obesità
- Osteoporosi
- Malattie neurodegenerative
- Disturbi psichiatrici
- Medicina rigenerativa
- Schistosomiasi
- Virus Zika